# Medani (Tegowanu)
Medani is een bestuurslaag in het regentschap Grobogan van de provincie Midden-Java, Indonesië. Medani telt 1931 inwoners (volkstelling 2010).